# Гексафторонептунат цезия
Гексафторонептунат цезия — неорганическое соединение,
комплексная соль цезия, нептуния и плавиковой кислоты
с формулой Cs[NpF6],
розово-фиолетовые кристаллы.

## Получение
- Нептунат получают реакцией фторидов нептуния(VI) и цезия:

{\displaystyle {\mathsf {2CsF+2NpF_{6}\ {\xrightarrow {}}\ 2Cs[NpF_{6}]+F_{2}}}}

## Физические свойства
Гексафторонептунат цезия образует розово-фиолетовые кристаллы
тригональной сингонии,

параметры ячейки a = 0,8017 нм, c = 0,8386 нм.